# 산제이 릴라 반살리
산제이 릴라 반살리(힌디어: संजय लीला भंसाली, 영어: Sanjay Leela Bhansali, 1963년 2월 24일 ~ )는 인도의 영화 감독, 영화 프로듀서, 영화 각본가, 영화 편집자, 작곡가이다.

## 작품 목록
- 카모시: 더 뮤지컬 (1996)
- 스트레이트 프럼 더 하트 (1999)
- 데브다스 (2002)
- 블랙 (2005)
- 사와리야 (2007)
- 청원 (2010)
- 람릴라 (2013)
- 바지라오 마스타니 (2015)
- 파드마바트 (2018)
- 강구바이 카티아와디 (2021)